# Krakonošův okruh
Závody automobilů a motocyklů na Krakonošově okruhu se konaly v letech 1933-1938. Krakonošův okruh patřil v předválečném Československu mezi nejvýznamnější motoristické podniky hned po závodech na Masarykově okruhu a po závodě 1000 mil československých. Za pořadatelství Podkrkonošského Auto-Moto-Klubu ve Staré Pace se uskutečnilo celkem 6 ročníků.

## Závody automobilů a motocyklů
První závod v roce 1933 a následující dva ročníky (1934-1935) se jely na okruhu dlouhém 34 km. Trať vedla ze Staré Paky (start a cíl) přes Novou Paku, Vidochov, Horku u Staré Paky, Studenec, Martinice, Jilemnici, Roztoky zpět do Staré Paky. Závod se jel na 6 kol (1933), v roce 1934 na 10 okruhů tzn. měřil úctyhodných 340 km a v roce 1935 na 7 kol/238 km. Zbývající ročníky v letech 1936-1938 se jely na zkrácené trati dlouhé 22 km. V obci Studenec odbočovala trať na Žďár a Karlov a zde navazovala na původní trať zpět do Staré Paky. Také celková délka závodu se zkrátila, motocykly jely na 5 kol, tj. 110 km, automobily pak 7 kol, tj. 154 km.
Tento závod byl označován za nejrychlejší a nejtěžší okruhový závod "horské povahy" v Československu.

### 1. ročník 1933

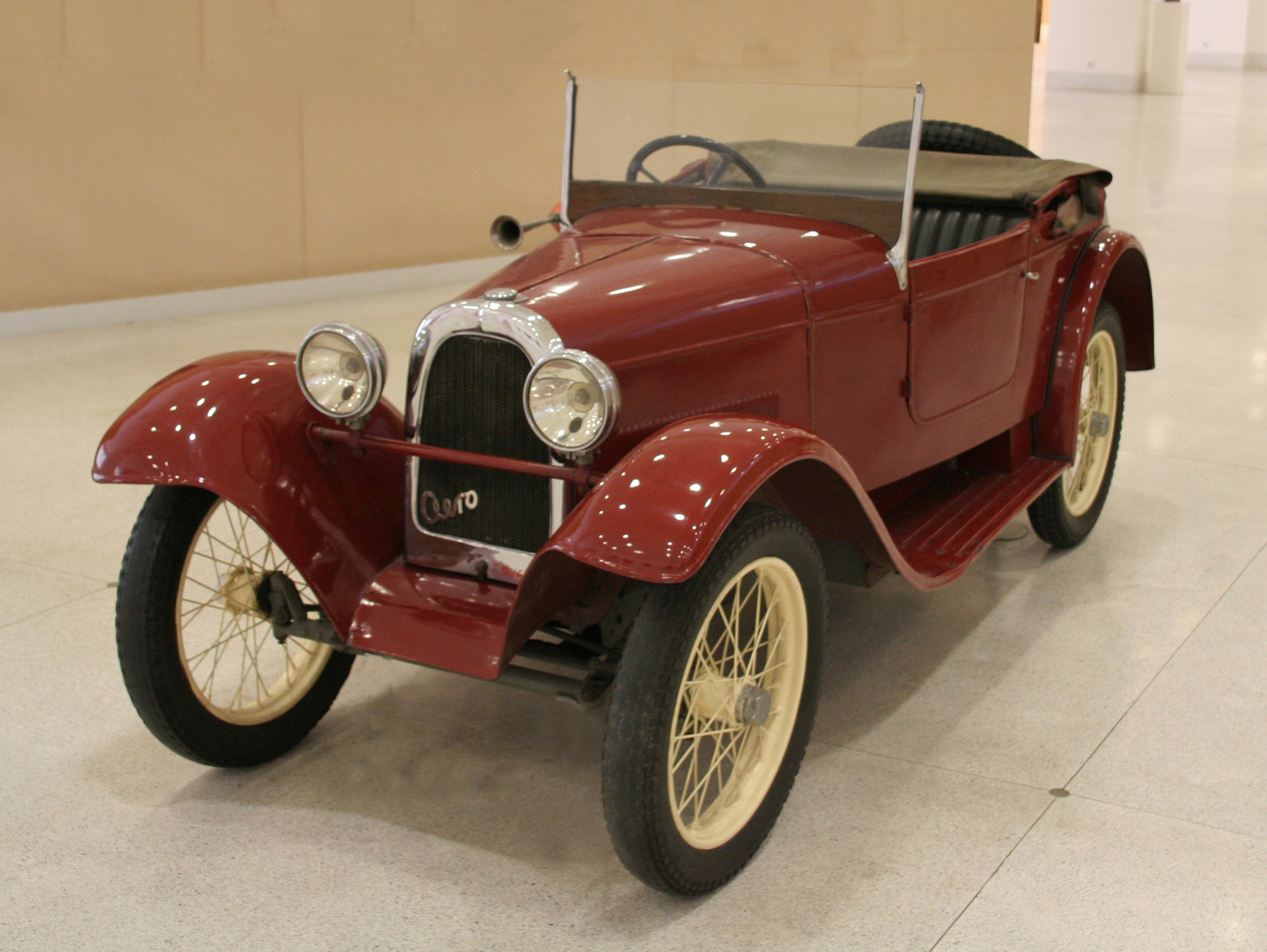
Aero 500 (Aero 10 HP)

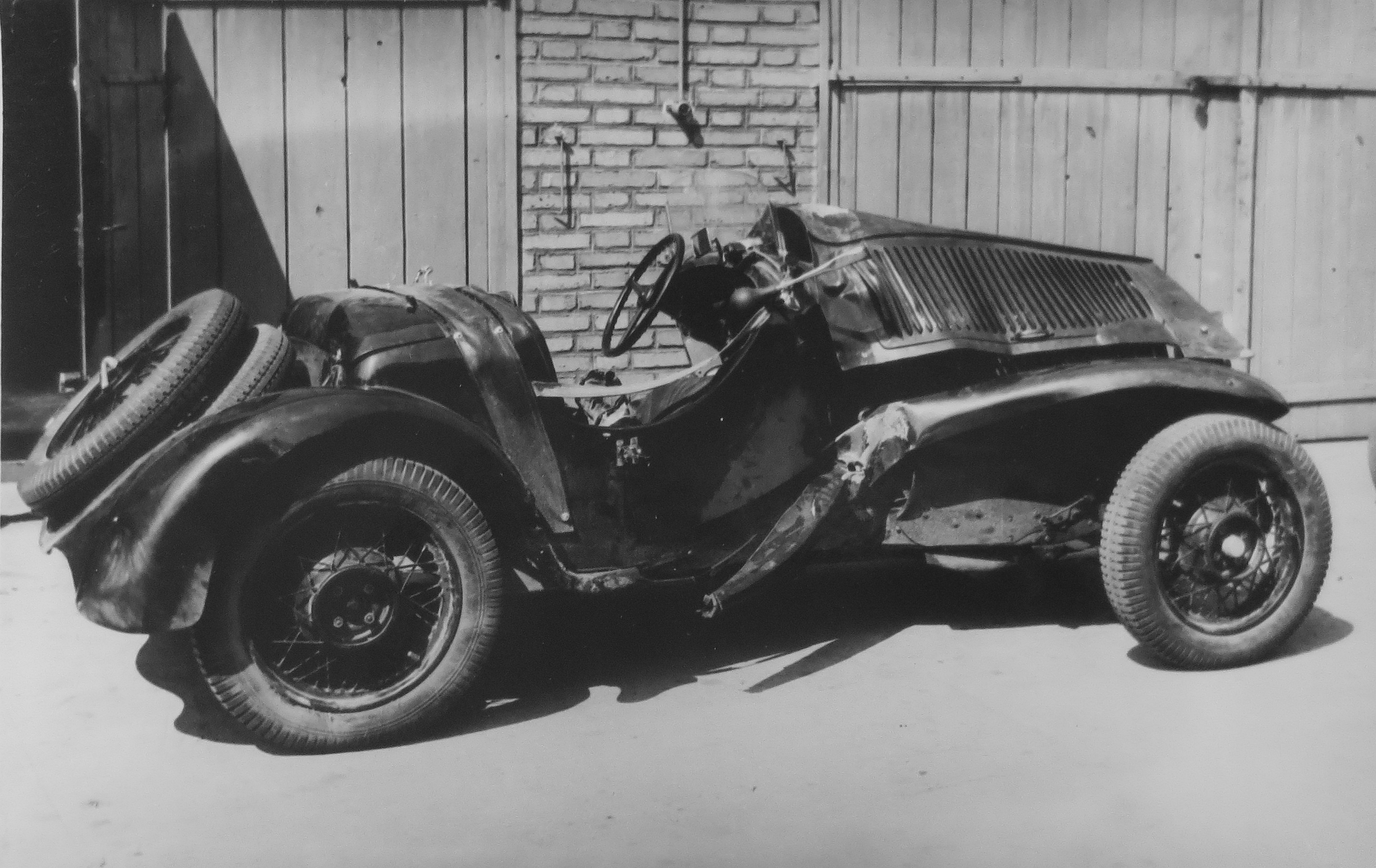
Walter Junior SS, havarovaný vůz ing. Hausmana z Krakonošova okruhu (1934)

Aero car club ve Staré Pace uspořádal 23. července 1933 na Krakonošově okruhu po patronátem městských rad v Jilemnici, v Nové a Staré Páce I. soutěž spolehlivosti a pravidelnosti automobilů Aero. Soutěžící okruh jeli celkem šestkrát, takže celková délka trati byla 204 km. Soutěžící byli rozděleni do tří kategorií: do 500 ccm (Aero 500/10 HP), 750 ccm (Aero 662/16 HP) a 1000 ccm (Aero 1000/20 HP). Startovalo celkem 19 vozů, které všechny závod dokončily bez trestných bodů. Mezi účastníky byli i členové vítězného teamu o cenu prezidenta republiky ze závodu 1000 mil československých St. Kafuněk a Otto Nimshaus a ze zkušených jezdců také Vladimír Formánek. Také účastníci, kteří startovali po prvé, jako dr. Lankaš, Henn a Zdeněk Gina Hašler (syn Karla Hašlera), měli dobré výkony. Protože všichni účastníci dojeli bez trestných bodů a získali zlaté plakety, bylo o cenách rozhodnuto losem. Putovní pohár Staré Paky získal domácí team dr. Kašpar, Vančura, Buchar, ceny továrny Aero v kat. do 500 ccm Leiner (Hradec Král.), do 750 ccm dr. Lankaš a do 1000 ccm Lukáš.

### 2. ročník 1934

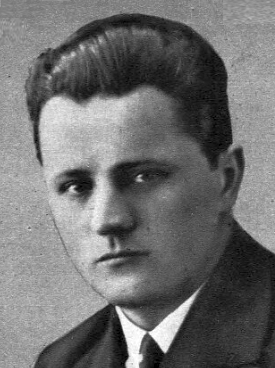
Antonín Vitvar (1904-1978), absolutní vítěz závodu automobilů (1935-1936) a v závodu motocyklů 1937

II. ročník uskutečněný 1. července 1934 za pořadatelství SK Stará Paka se jel už jako jako závod automobilů na 10 kol. Absolutním vítězem závodu a vítězem třídy sportovních vozů do 1100 cm3 se stal Mirko Sochor (Walter Junior SS), který projel celý závod dlouhý 340 km za 3:47:07 hod., tj. průměrem 89,8 km/hod. Byl rychlejší o více než 47 minut než druhý nejrychlejší jezdec J. Flouta (Aero 1000) a o 1:05:46 hod. než nejlepší jezdec silnější kategorie do 1,5 l, kterým byl Vydra na prototypovém, čtyřválcovém Aeru. Třetí v celkové klasifikaci skončil Materna (Walter Junioru SS), který dojel těsně za druhým, jel průměrem skoro 74 km/hod. Nejrychlejší kolo celého závodu jel Ing. Jaroslav Hausman. Hausman, který do 4. kola jezdil na vedoucí pozici, odstoupil ze závodu pro nebezpečnou havárii v 5. kole, kdy úplně rozbil svůj stroj. Mohlo jej však těšit nejrychlejší kolo závodu, ve kterém dosáhl času 21:36 min. a průměrné rychlosti 94,4 km/h. V první kategorii do 750 cm3 zvítězil Antonín Vitvar (Jawa) v čase 4:46:55 hod před Kubíčkem a Plachým (oba na vozech Aero 662).

### 3. ročník 1935
V tomto roce byla délka závodu zkrácena na 238 km (7 kol) a poprvé se jelo na uzavřené trati bez běžného provozu. Do závodu 14. července 1935 odstartovalo 30 jezdců. Absolutním vítězem se stal Antonín Vitvar (Jawa 750), nejrychlejší mlynář v republice, v čase 2:47:40,6 h (85,2 km/h), přestože startoval v nejslabší třídě do 750 cm3. Hned v prvním kole ve třídě do 750 ccm Vitvar vedl s velkým náskokem před Jiřím Pohlem na Aeru a Jaroslavem Kaiserem na Jawa 750, který se zdržel hned na počátku závodu opravou elektriky svého vozu. Toto pořadí se nezměnilo až do konce, přičemž Vitvar neustále zvyšoval svůj náskok. Třídu vyhrál téměř o půl hodiny. Diváci Vitvarovi po dojetí do cíle uspořádali lavinu ovací.
Krakonošův okruh vyhráli ve svých třídách Vitvar (Jawa), do 1,1 l Karel Vlašín (Zetka Z-4) a do 1,5 l Fišer (MG). V absolutním pořadí za Vitvarem skončili Boh. Fišer na MG (2:47:54,3 h), Vlašín (2:48:15,2 h), Hodač na Aero 30 (2:49,39,8 h), který poprvé vyměnil Walter Junior SS za Aero, a Vladimír Formánek, jenž rovněž jel na Aero 30 (2:53:00,5 h). Všichni tito jezdci zajeli závod pod 3 hodiny tzn. v průměrné rychlosti nad 80 km/h. V nejsilnější třídě (do 1,5 l) došlo k havárii jezdce Grubera, který byl s otřesem mozku a pohmožděninami převezen do jilemnické nemocnice.

### 4. ročník 1936

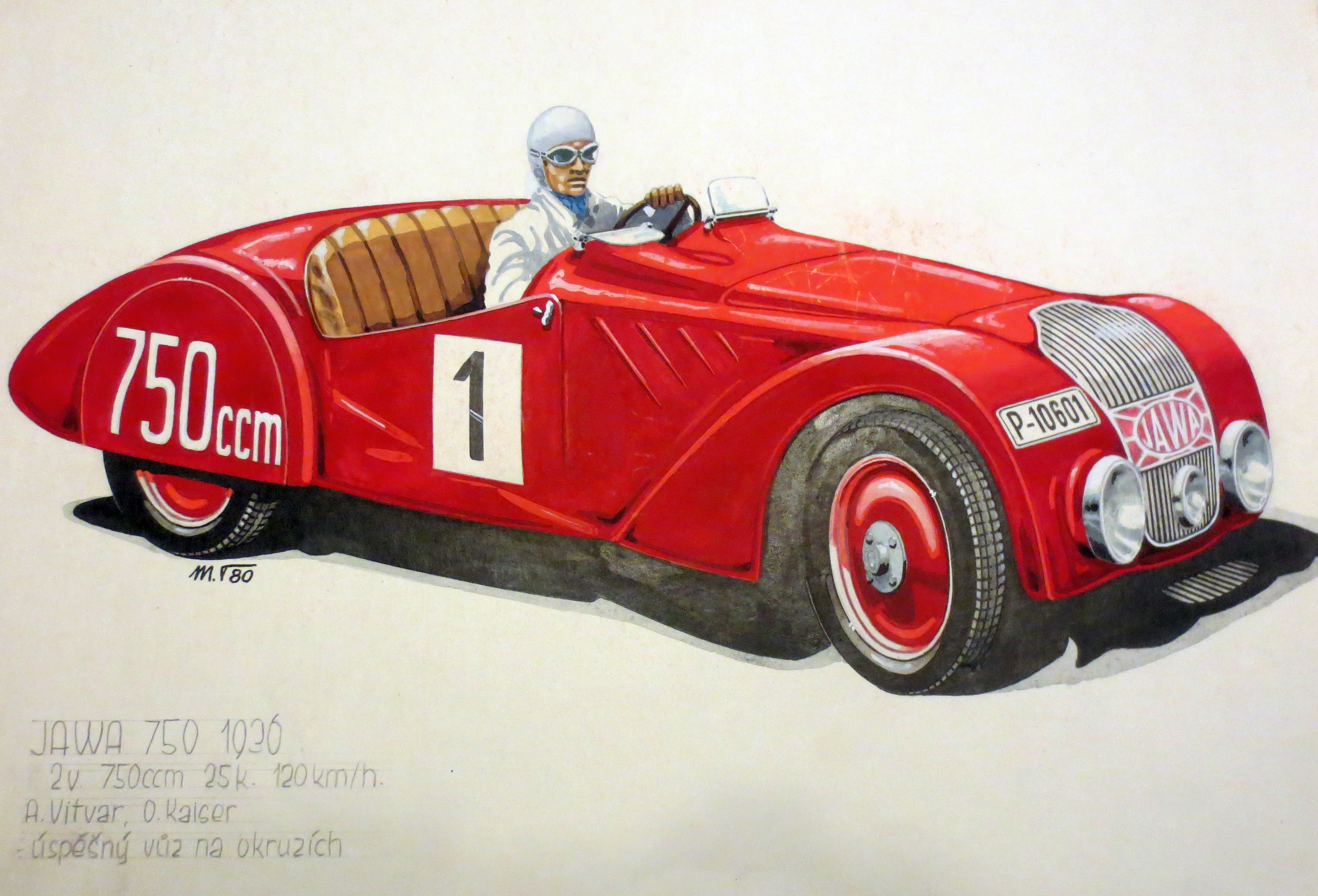
Antonín Vitvar, Jawa 750 (vítěz Krakonošova okruhu 1936)

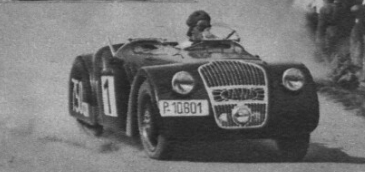
A. Vitvar na upravené Jawa 750, Krakonošův okruh 1937

Poprvé byly vypsány také kategorie motocyklů na zkrácené trati na 22 km. Motocykly jely na 110 km/5 kol a automobily 7 kol na 154 km. Závod se neuskutečnil v tradičním červencovém termínu, ale počátkem srpna: 9. srpna 1936. Důvodem pro posun termínu byla povodeň, která mj. poničila most ve Staré Pace přes Olešku. V automobilech "tradičně" zvítězil místní matador Antonín Vitvar na roadsteru Jawa 750 (třída do 750 cm3) v čase 1:42:07,5 h. Zvítězil hladce ve své třídě a dobyl i absolutního vítězství. Na 2. místě v absolutním pořadí skončil Jaroslav Kříž (vítěz do 1,1 l, 1:44:57,3 h) na Walter Junior SS a třetí místo obsadil Karel Vlašín na Zetce (2. do 1,1 l). Zvláště Vlašín a Vladimír Formánek (Aero) na Kříže několikrát nebezpečně zaútočili, ale ten svoji pozici uhájil. Třídu do 1,5 l pro sebe získal Boh. Fišer na MG a zopakoval tak své vítězství v této třídě z roku 1935.
Hrdinou dne byl Antonín Vitvar, jenž před tváří svých krajanů, jel dva velké závody. Závod automobilů vyhrál a v závodě motocyklů vedl s velikou převahou, jemuž odolával jediný František Juhan na Jawě 250. Vitvar na sólo Jawě 600 byl nejrychlejším mužem, který kdy na tomto nesmírné nesnadném okruhu jel. Jezdil kola v průměrné rychlosti nad 100 km, ve čtvrtém utvořil i rekord kola časem 12:47 min, ale v pátém a v posledním kole asi 5 km před cílem mu došel benzín a musel stroj dotlačit do cíle. Přesto vyhrál třídu do 750 ccm.

### 5. ročník 1937

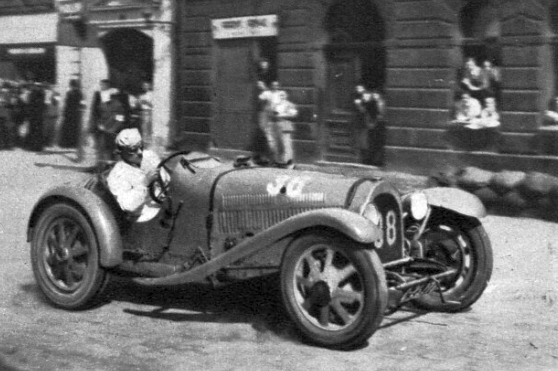
Jan Kubíček, Bugatti-Ford (1937)

Závod konaný 1. srpna 1937 (V. ročník) se jel jenom na 5 kol, tzn. závod měřil 110 km. V propozicích závodu byl povolen start i strojům s kompresory, trénink opět probíhal na uzavřené trati. Všechny kubatury byly hodnoceny zvlášť pro závod seniorů a juniorů, tedy začínajících jezdců. Závod sledovalo rekordních 18000 diváků. Motocykly, které byly nejzajímavější částí programu, byly odstartovány po třídách v krátkých intervalech. Od začátku do konce bezpečně vedl "nejrychlejší Jawa-zástupce" Vitvar na Jawa 500 a docílil průměru 104 km/hod., takže se stal absolutním vítězem celého závodu motocyklů v čase 1:04:12,9 h. V závodě juniorů do 1100 cm³ zvítězil „Jiří“ (dr. Kraus na Walter Junior SS) v čase 1:20:00,5 hod. V dramatickém závodě seniorů v automobilech do 1100 cm³ Antonín Vitvar na roadsteru Jawa 750 po startu vedl, ale prorazil pneumatiku a klesl na osmé místo. V pátém kole se však znovu propracoval do vedení a zvítězil v čase 1:19:21,7 h. V tomto ročníku jel Vitvar na mírně upraveném voze, přední světlomety byly posunuty na kapotě výše, aby tolik netrpěly odlétavajícími kamínky. Absolutním vítězem závodu se stal Jan Kubíček, vítěz třídy sportovních automobilů přes 1,5 l, na voze Bugatti s motorem Ford (osmiválec 2 262 cm³ do V s kompresorem) v čase 1:10:21,8 h, na druhém místě skončil Jiří Pohl na MG (vítěz třídy do 1,5 l) v čase 1:11:47,2 h. V kategorii přes 1500 cm³ startující Bruno Sojka a také Proskowecz na vozech Bugatti T37A závod vzdali, protože neupravená trať v úseku Studenec-Žďár-Karlov nebyla způsobilá pro jejich rychlé stroje.

### 6. ročník 1938

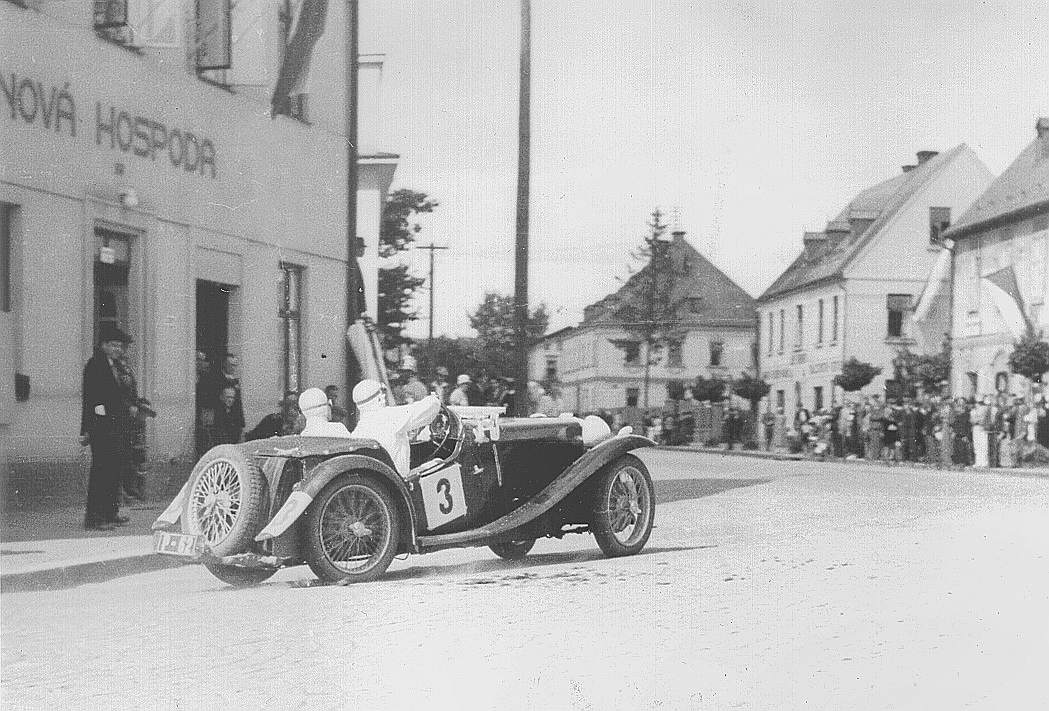
Vítěz kategorie juniorů Jaroslav Kubeš (do 1,1 l) na Walter Junior SS (1938)

Automobily i motocykly startovaly ve třech třídách, které se opět dělily na kategorie seniorů a juniorů (VI. ročník, 31. července 1938). Závodům přihlíželo 15 000 diváků. V závodě automobilů do 1 100 ccm nenastoupil na start domácí závodník Antonín Vitvar z piety vůči svému tragicky zemřelému kolegovi, továrnímu spolujezdci na Jawě 350, Františku Hauptovi. Ten zahynul v závodě juniorů na motocyklech do 350 cm3. K nehodě došlo na rozhraní Staré a Nové Paky asi 1,5 km po startu. Haupt zachytil stupačkou o okraj chodníku, vletěl i se strojem na zeď domu, odkud se odrazil a s rozbitou hlavou dopadl na dlažbu. Byl odvezen do novopacké nemocnice, kde zraněním podlehl.
V posledním ročníku tohoto závodu zvítězil mezi juniory do 1100 cm3 Jaroslav Kubeš na Walter Junior SS v čase 1:20:52,3 hod. Vítězství Jaroslava Kubeše z roku 1938 můžeme označit za poslední větší úspěch vozu Walter Junior SS a v podstatě i za poslední vítězství automobilu Walter na závodních tratích. V hlavním závodě seniorů přes 1,5 l zvítězil Jan Kubíček na Bugatti-Ford za 1:06:43,4 h, do 1,5 l to byl Bruno Sojka na Bugatti za 1:07:24,0 h a do 1,1 l Josef Štyler na voze Z 4. Absolutním vítězem Krakonošova okruhu v roce 1938 se stal Jan Kubíček před Brunem Sojkou. Ve více než hodinovém závodě Kubíček porazil Sojku o 41 vteřin.  Na závěr závodů diváci uctili minutou ticha věnovanou prvnímu zahynulému závodníku na Krakonošově okruhu Františku Hauptovi.
Příchodem II. světové války v roce 1939 závod Krakonošův okruh zanikl. Přestože v pozdějších dobách byly pokusy o jeho obnovení, nikdy již nedošlo k jejich realizaci. Automobil Jawa 750 roadster je vystaven v novopackém Auto-Moto Museu, Autogalerie V.I.T.V.A.R. a Jawa 750 kupé v Národním technickém muzeu v Praze.

### Výsledky automobilů
| Ročník | Datum      | Délka trati | Vítěz                                   | Vůz              | Čas                  | Rychlostní průměr |
| 1      | 1933-07-23 | 204 km      | team Aero (dr. Kašpar, Vančura, Buchar) | Aero             | soutěž spolehlivosti |                   |
| 2      | 1934-07-01 | 340 km      | Miroslav Sochor                         | Walter Junior SS | 3:47:07,0 h          | 89,8 km/h         |
| 3      | 1935-07-14 | 238 km      | Antonín Vitvar                          | Jawa 750         | 2:47:40,6 h          | 86,5 km/h         |
| 4      | 1936-08-09 | 154 km      | Antonín Vitvar                          | Jawa 750         | 1:42:07,5 h          | 90,5 km/h         |
| 5      | 1937-08-01 | 110 km      | Jan Kubíček                             | Bugatti-Ford     | 1:10:21,8 h          | 96,0 km/h         |
| 6      | 1938-07-31 | 110 km      | Jan Kubíček                             | Bugatti-Ford     | 1:06:43,4 h          | 98,9 km/h         |